# Ace Combat 2
Ace Combat 2 — видеоигра в жанре аркадного авиасимулятора, разработанная компанией Namco в 1997 году эксклюзивно для игровой консоли Sony PlayStation. Игра является второй игрой в серии Ace Combat.

## Игровой процесс
Ace Combat 2 — аркадный симулятор воздушных боев, в котором игрок управляет одним из 24 различных истребителей, при этом доступны 21 миссия, в каждой из которых необходимо выполнить различные задачи: перехватить эскадрилью врагов, уничтожить авианосец или защитить базу от вражеского огня. Выполнение миссий приносит игроку деньги, которые можно потратить на покупку новых самолетов в личном ангаре.
Начиная с четвертой миссии появляется возможность выбрать ведомого, который будет сопровождать игрока и помогать ему в выполнении поставленной задачи. Начало игры проходит в основном в линейном формате, но в дальнейшем доступны разветвленные пути прохождения миссий. Счетчик топлива действует как лимит времени и истощается в процессе прохождения уровня; при полном исчерпании счетчика миссия автоматически завершается. Новинкой в этой игре являются «асы», элитные вражеские пилоты, сражаясь с которыми можно разблокировать специальные медали и их специальные самолеты для последующей игры. Присутствуют два варианта сложности: «Новичок» и «Эксперт», причем «Эксперт» позволяет выполнять реалистичные маневры самолета, такие как перевороты и виражи на большой перегрузке.

## Самолёты
В Ace Combat 2 в два раза больше самолётов чем в предшествующей игре; у каждого есть свои достоинства и недостатки. Игрок может выбирать различные самолёты, от F-4 Phantom, F-117 Nighthawk, A-10 Thunderbolt II, МиГ-29, Су-35 до вымышленных суперсамолётов XFA-27 Stealth Fighter и ADF-01.

## Оценки
| Сводный рейтинг       | Сводный рейтинг |
| Агрегатор             | Оценка          |
| --------------------- | --------------- |
| GameRankings          | 81,00 %         |
| Иноязычные издания    |                 |
| Издание               | Оценка          |
| GameSpot              | 7,5 из 10       |
| IGN                   | 9 из 10         |
| PSX Extreme           | 8,5 из 10       |
| Русскоязычные издания |                 |
| Издание               | Оценка          |
| «Игромания»           | [ 7 ]           |
| «Страна игр»          | 80 %            |
| Великий Dракон        | [ 9 ]           |

Обозреватель из GameSpot дал игре 7.5 из 10 баллов, отметив, что она исправила практически все проблемы, которые были у первой игры в серии, Air Combat. Рецензенты из IGN оценили игру в 9 баллов из 10 возможных и наградили её званием «Выбор редакции».